# 杵臼關節
杵臼關節也稱為球窩關節，是一種滑液關節，是最靈活的關節，可移動骨頭的末端成圓球狀，剛好可以塞入固定骨頭的臼窩中，骨頭可以旋轉及朝各個方向自由轉動。

## 範例
用髖關節為例，其中圓形的股骨頭（球）置於像骨盆中像杯子一様的關節窩中，而肩的盂肱關節也是類似，球窩關節的「球」對應肱骨的頭部，「窩」則對應肩胛骨中的肩關節。不過肩膀除了上述部位外，還有胸锁关节。

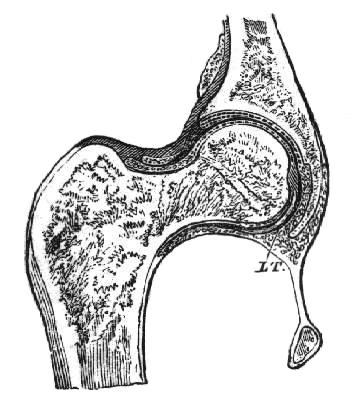
髖關節
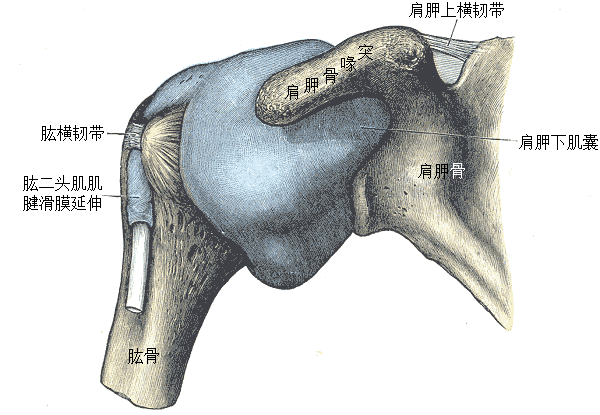
肩
髖關節細部 1.股骨 2.股骨颈 3.股骨頭 4.關節窩 5. 髖臼唇（Acetabular Labrum） 6.骨盆

## 外部連結
- 杵臼關節 （页面存档备份，存于）